# 四方当代美術館
四方当代美術館（しほうとうだいびじゅつかん、英: Sifang Art Museum）は、2013年に開館した江蘇省南京市浦口区にあるアメリカの建築家スティーヴン・ホールによって設計された非営利美術館。

## 沿革
2013年に開館。